# Robert Bubczyk
Robert Bubczyk – polski doktor habilitowany nauk humanistycznych.

## Biografia
W 1999 został doktorem w zakresie nauk humanistycznych. Od 1999 do 2005 był adiunktem w Centrum Języka i Kultury Polskiej dla Polonii i Cudzoziemców UMCS, a od 2010 do 2015 wicedyrektor Instytutu Kulturoznawstwa. Habilitował się dzięki rozprawie zatytułowanej Gry na szachownicy w kulturze dworskiej i rycerskiej średniowiecznej Anglii na tle europejskim, a także jest laureatem konkursów stypendiów zagranicznych. Przetłumaczył teksty naukowe na język angielski dla międzynarodowego historycznego czasopisma Questiones Medii Aevi Novae i Acta Poloniae Historica.